# Valle de San Juan (kommun)
Valle de San Juan är en kommun i Colombia.   Den ligger i departementet Tolima, i den centrala delen av landet, 130 km väster om huvudstaden Bogotá. Antalet invånare är 6 178.